# 常存仁
常存仁（1540年—？），字靜甫，號體山，山西澤州高平縣人，民籍，明朝政治人物。

## 生平
嘉靖四十三年（1564年）甲子科山西鄉試第四十名舉人，四十四年（1565年），登乙丑科第三甲第二百二十九名進士。吏部观政，四十五年二月授官直隸邢臺縣知縣。隆慶三年（1569年）升刑部主事，四年八月调户部，万历二年（1574年）三月復除刑部，四年四月调兵部，七月升员外，五年二月升郎中，五月升彰德府知府，九年八月升陕西副使，卒官。

## 家族
曾祖常貞；祖父常岱；父常懋，累封贈主事；母韓氏，累封太安人。弟常依仁（庠生）。